# Rachel Grant
Pour les articles homonymes, voir Grant.
Rachel Louise Grant de Longueuil, plus connue sous le nom de Rachel Grant est une actrice et modèle d'origine anglo-philippine, née en 1977 sur l'île de Luçon.
Elle est la fille de Michael Grant, actuel baron de Longueuil. A travers son grand-père Raymond Grant, elle est une parente éloignée de la famille royale britannique.
Elle apparait dans les films Meurs un autre jour et Brotherhood of Blood et sur les chaines SyFy. Elle fait également une courte apparition dans The Tournament (2009).